# Hřbitov v Kutné Hoře
Hřbitov u Všech svatých v Kutné Hoře je hlavní městský hřbitov v Kutné Hoře. Nachází se v městské části Žižkov, na severním okraji města, u České ulice. Bývá nazýván podle barokně přestavěného hřbitovního kostela Všech Svatých.

## Historie

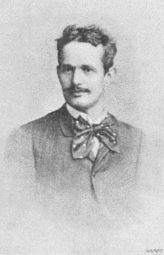
Josef Braun (1864–1891), učitel a básník pohřbený na kutnohorském hřbitově

### Vznik
První hřbitov vznikl okolo původního kostela už koncem 13. století, roku 1698 proběhla jeho barokní přestavba. Poté, co se v rostoucím městě přestalo pohřbívat u kostelů v centru města, sloužilo pohřebiště jako hlavní městský hřbitov. Evangelíci z Kutné Hory jsou pohřbíváni na nepříliš vzdáleném evangelickém hřbitově, který se nachází při Gruntecké ulici. Židé z Kutné Hory okolí byli pohřbíváni na židovském hřbitově v Malešově.
V 80. letech 20. století zde byla postavena nová obřadní síň. V Kutné Hoře se nenachází krematorium, ostatky zemřelých jsou zpopelňovány povětšinou v krematoriích v Nymburce a Pardubicích.

## Osobnosti pohřbené na tomto hřbitově
- Bohumil Bek (1879–1951) – řezbář
- Emanuel Bělský (1855–1909) a jeho manželka Klára (?–1947) – rodina továrníka
- Josef Braun (1864–1891) – učitel a básník
- Zdeněk Jelínek (1936–1994) – pedagog, spisovatel a historik (Čestný občan Kutné Hory)
- Felix Jenewein (1857–1907) – malíř a ilustrátor
- Oldřich Koníček (1886–1932) – malíř
- Jan Macháček (1841–1935) – starosta, rakouský a český podnikatel a politik
- Boleslav Plaček (1846–1908) – rakouský a český právník a politik
- Josef Antonín Schneider-Svoboda (1839–1914) – právník a soudní rada (rodinná hrobka)
- Karel Vorlíček (1844–1922) – měšťan a duchovní
- Hrobka rodiny Orglmeistrovy – (neogotická kaplová hrobka)
- Hrobka rodiny Štěpánkovy – rodina kutnohorských měšťanů